# Soul Clap
Soul Clap es un sello discográfico español fundado por Jefe de la M en 2005, tras problemas con su socio en Bobby Lo Records.

## Historia
Sello musical fundado en 2005, originalmente para poder lanzar el segundo álbum de Jefe de la M "Escapismo" de manera completamente independiente, aunque poco después se decidió por lanzar a otros artistas. 
Actualmente enfocado a artistas malagueños, no se limita sólo a este territorio, tratando de dar apoyo a grupos de todo el territorio nacional, en especial de Andalucía, bajo la filosofía de tratar de ofrecer una música variada dentro del panorama del hip hop español, desde el rap más agresivo hasta los ritmos más frescos.

## Artistas
- Jefe de la M
- Tríada
- El Niño (MC)
- Roockye Jackye
- Ijah

## Discos editados
- Jefe de la M (LP) "Escapismo" (2005)
- Tríada (Maxi) "Tres" (2005)
- El Niño (LP) "En blanco y negro" (2007)
- Jefe de la M (disco) "P.O.D.E.R." (2011)

## Proyectos en proceso
- Jefe de la M "P.O.D.E.R." (a finales de 2007)
- Roockye Jackye "Mis credenciales" (a finales 2007)

## Curiosidades
- El nombre del sello viene del hit de Showbiz & AG "Soul Clap" de 1992.